# フライ返し

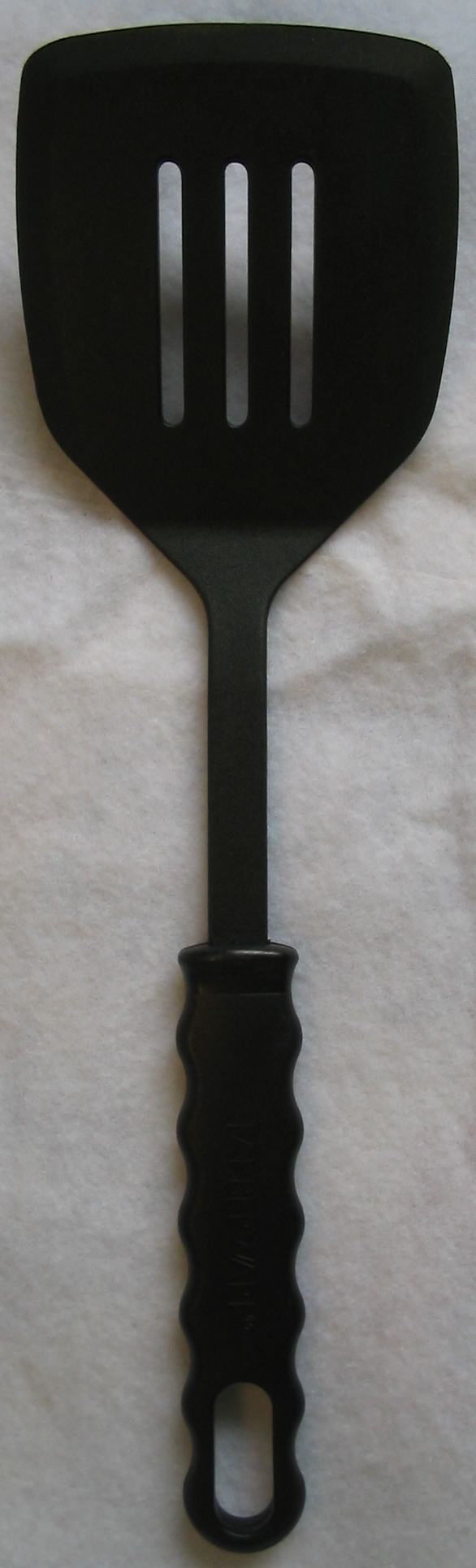
フライ返し

フライ返し（フライがえし、フライかえし）は、調理中の食材を裏返したり混ぜたりする調理器具。

## 概要
フライ（揚げ物）調理や炒め物調理に用いられ、加熱中の食材へ均一に火を通すためや、調味料を料理全体に行き渡らせるために使われる。
また、ハンバーグなどの場合は、調理後、盛り付けのために皿へ運ぶ際にも用いられる。
近年では汚れや焦げ付きが落ちやすいようにテフロン加工されたものも見受けられる。また、共に用いるフライパンなどにもテフロン加工が施されるようになってきたため、その表面加工を痛めないよう、金属に比して柔らかい樹脂素材でできた製品もある。